# Daniel Sousa
Daniel Sousa (* 1974 in Kap Verde) ist ein portugiesischer Animator.

## Leben
Sousa wurde in Kap Verde geboren, wuchs jedoch in Portugal unweit von Lissabon auf. Er zog mit seiner Familie 1986 in die Vereinigten Staaten. Hier studierte er an der Rhode Island School of Design Animation und Malerei und arbeitete anschließend sechs Jahre lang in Boston im Werbebereich. Er ließ sich 2001 in Providence nieder.
Sousa war Gründungsmitglied des Handcranked Film Projects, das sich der Produktion von Independent-Filmen verschrieben hat. Sousas erster größerer Erfolg wurde 2006 der Kurzanimationsfilm Fable, der unter anderem auf dem Sundance Film Festival und dem Hiroshima Kokusai Animation Festival gezeigt wurde und auf dem Festival d’Animation Annecy im Jahr 2006 für den Cristal d’Annecy nominiert war. Für seinen Kurzanimationsfilm Feral (2012) erhielt er 2014 zusammen mit Dan Golden eine Oscar-Nominierung in der Kategorie Bester animierter Kurzfilm. Sousa ist Dozent für Animation und lehrt seit 2001 an der Rhode Island School of Design; zudem unterrichtete an der Harvard University und am Wheaton College.

## Filmografie (Auswahl)
- 2000: Minotaur
- 2006: Fable
- 2007: The Windmill
- 2009: Drift
- 2012: Feral

## Auszeichnungen (Auswahl)
- 2006: Nominierung Cristal d’Annecy, Festival d’Animation Annecy, für Fable
- 2013: Nominierung Cristal d’Annecy, Festival d’Animation Annecy, für Feral
- 2013: Junior Jury Award, Festival d’Animation Annecy, für Feral
- 2013: FIPRESCI-Preis (Special Mention), Festival d’Animation Annecy, für Feral
- 2013: Nominierung Jurypreis (Bester Kurzfilm), Sundance Film Festival, für Feral
- 2014: Oscar-Nominierung, Bester animierter Kurzfilm, für Feral